# Tony Cliff
Yigael Gluckstein, més conegut com a Tony Cliff (Palestina, 20 de maig de 1917 - Gran Londres, 9 de maig de 2000) va ser un teòric polític de tendència trotskista, nascut en el si d'una família jueva sionista.
A Palestina es va implicar de ben jove en l'esquerra, trencant amb el sionisme i militant en una organització trotskista. Durant els anys 40 del segle xx emigrà al Regne Unit. Es va separar de la Quarta Internacional hereva de Trotsky, per les seues idees d'explicació de l'URSS, però mantenint-se sempre dins de la tradició marxista i considerant-se seguidor de les idees de Trotsky.
Tony Cliff va desenvolupar diverses teories que van ajudar a analitzar la realitat després de la Segona Guerra Mundial: va definir l'URSS com a Capitalisme d'Estat, va explicar les revolucions limitades en els països del tercer món, com a Cuba i a la Xina, per no estar arrelades en el paper actiu de la classe treballadora. La seva explicació per al boom econòmic dels 50 i 60 del segle xx es basa en l'enorme despesa en la indústria armamentística. Les contribucions de Cliff van servir per a mantenir la tradició del socialisme des de baix alhora que explicant el context que es va viure després de la Segona Guerra Mundial.
Les idees que va dur a terme van ajudar en la construcció d'una esquerra revolucionària. Durant els anys 40 del segle xx va fundar l'Internacional Socialist Group que va ser creixent i en els anys 70 del segle xx va arribar a ser un partit amb 3.000 militants, el Socialist Workers Party (SWP). Actualment, aquest partit és una de les principals organitzacions trotskistes del món. En la majoria de països desenvolupats també hi ha organitzacions seguint les mateixes idees formant la International Socialist Tendency. Tony Cliff va morir el 2000 deixant nombrosos llibres.
L'organització referent d'aquesta tendència amb presència als Països Catalans era En lluita, que es va dissoldre el 2016 en favor de la CUP-CC.

## Obres
- 1974: State capitalism in Russia (Capitalisme d'estat a Rússia).
- 1975: Portugal en la cruïlla.
- 1975-1979: Lenin.
- 1989-1993: Trotsky.
- 1999: Trotskisme després de Trockij.
- 2000: El marxisme davant el mil·lenni.